# Baum-Walker Stadium
Le Baum-Walker Stadium at George Cole Field, dit Baum-Walker Stadium, est un stade de baseball de 11 129 places situé à Fayetteville dans l'État de l’Arkansas. Il est officiellement inauguré le 13 avril 1996. C'est le domicile des Razorbacks de l'Arkansas, club de baseball de l'université de l'Arkansas. 
Le stade a été nommé ainsi en l'honneur de Charlie et Nadine Baum (des investisseurs), et de George Cole (en) (ancien joueur, entraîneur et directeur sportif des Razorbacks de l'Arkansas entre 1925 et 1973).

## Histoire
La construction du nouveau stade a coûté 8,9 millions de dollars. La rencontre inaugurale se déroule le 13 avril 1996, les Razorbacks de l'Arkansas affronte les Tigers d'Auburn. Les Razorbacks remportent la rencontre par un score de 8-2. 
Le record d'affluence du stade est établie, le 3 mars 2018, lorsque 13 472 spectateurs lors d'une rencontre entre les Razorbacks de l'Arkansas et les Trojans d'USC.

## Galerie

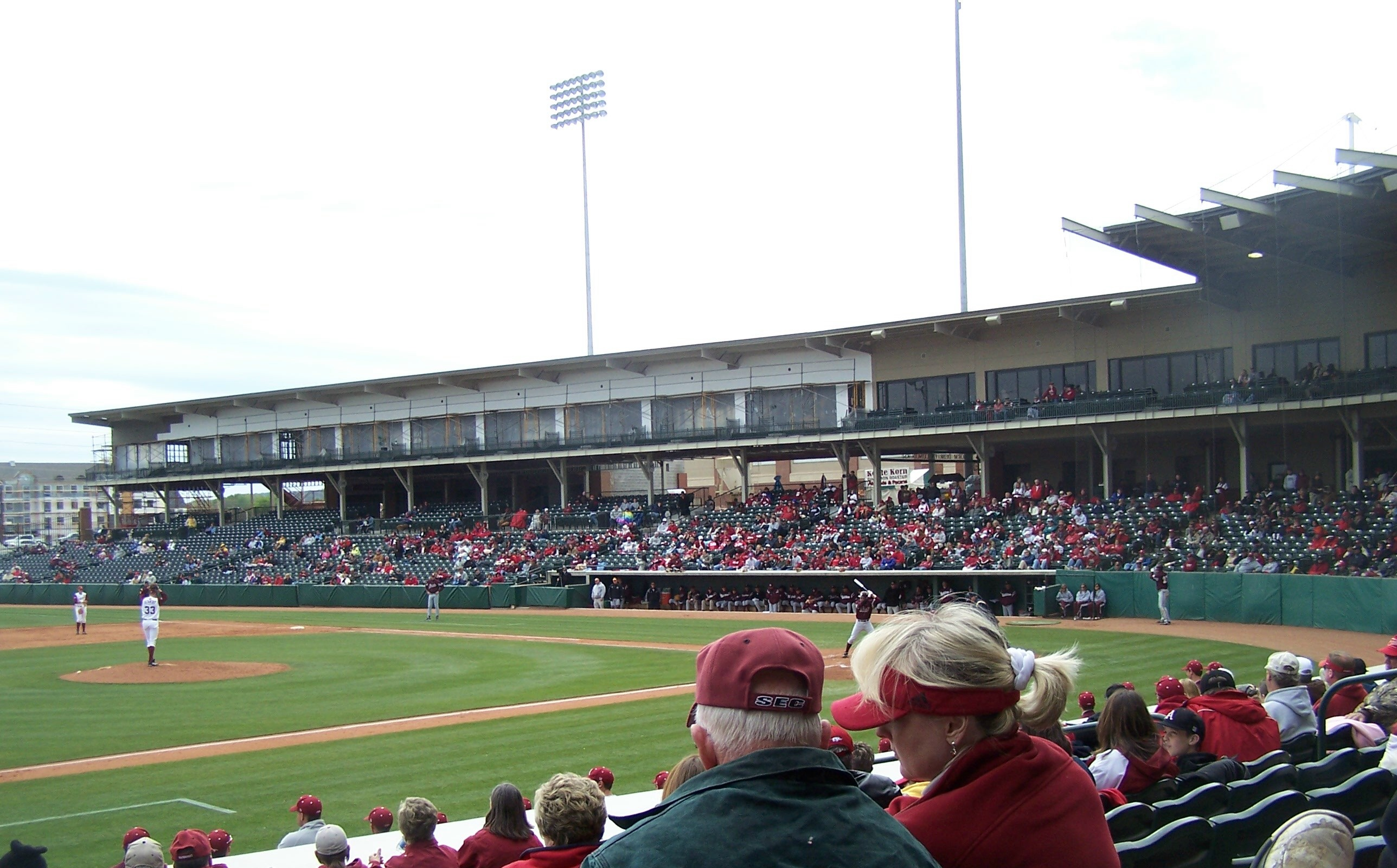
Intérieur du stade
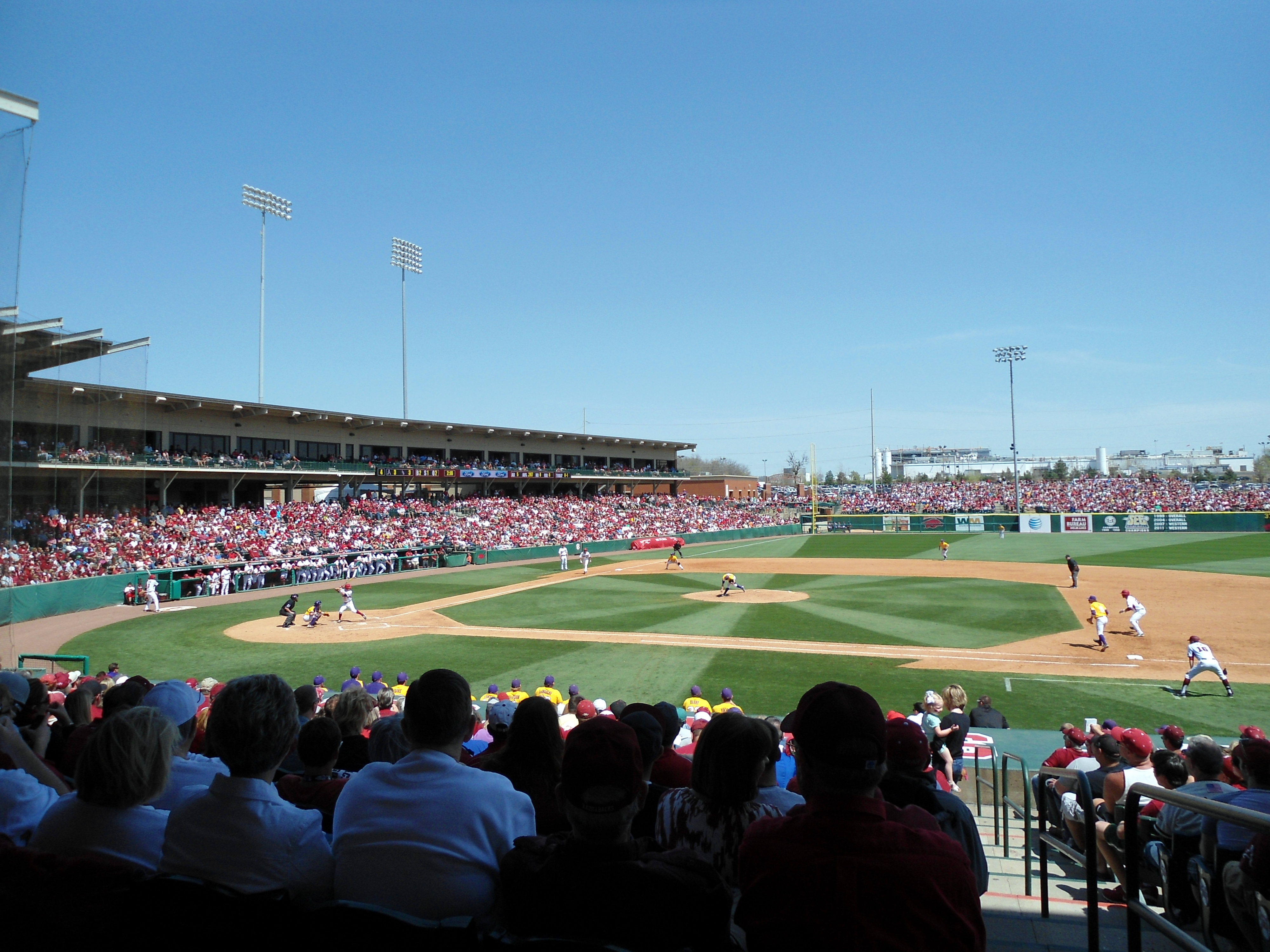
Intérieur du stade
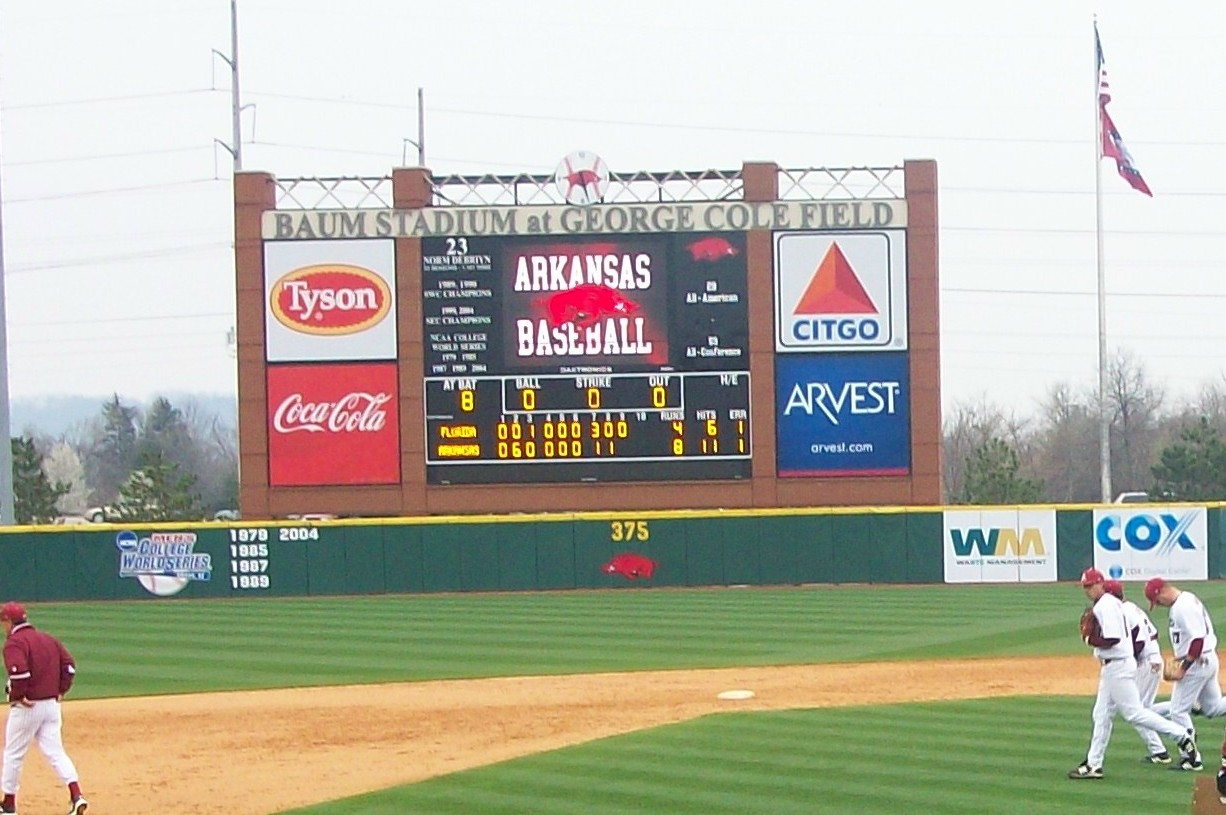
Tableau de bord